# أورانيا (لويزيانا)
أورانيا (بالإنجليزية: Urania town, Louisiana)‏ هي بلدة تقع بولاية لويزيانا في الولايات المتحدة. تبلغ مساحتها 3.58 كم2، وترتفع عن سطح البحر 28.041600000000003 م، بلغ عدد سكانها 1,313 نسمة في عام 2010 حسب إحصاء مكتب تعداد الولايات المتحدة وتصل الكثافة السكانية فيها 366.8 نسمة لكل كيلومتر مربع (950.0/ميل2).

## التركيبة السكانية
حدّد مكتب تعداد الولايات المتحدة بيانات التركيبة السكانية لأورانيا في تعداد الولايات المتحدة. في ما يلي، التركيبة السكانية حسب تعدادي 2000 و2010.

### تعداد عام 2000
بلغ عدد سكان أورانيا 700 نسمة بحسب تعداد عام 2000، وبلغ عدد الأسر 274 أسرة وعدد العائلات 202 عائلة مقيمة في البلدة. في حين سجلت الكثافة السكانية 195.5 نسمة لكل كيلومتر مربع (506.3/ميل2). وبلغ عدد الوحدات السكنية 311 وحدة بمتوسط كثافة قدره 86.9 لكل كيلومتر مربع (225.1/ميل2).
وتوزع التركيب العرقي للبلدة بنسبة 96% من البيض و0.71% من الأمريكيين الأفارقة و0.43% من الأمريكيين الأصليين و0.57% من الأعراق الأخرى و2.29% من عرقين مختلطين أو أكثر و2.14% من الهسبانيون أو اللاتينيون من أي عرق.
بلغ عدد الأسر 274 أسرة كانت نسبة 36.5% منها لديها أطفال تحت سن الثامنة عشر تعيش معهم، وبلغت نسبة الأزواج القاطنين مع بعضهم البعض 63.9% من أصل المجموع الكلي للأسر، ونسبة 7.7% من الأسر كان لديها معيلات من الإناث دون وجود شريك، بينما كانت نسبة 2.2% من الأسر لديها معيلون من الذكور دون وجود شريكة وكانت نسبة 26.3% من غير العائلات. تألفت نسبة 23.7% من أصل جميع الأسر من عدة أفراد يعيشون في نفس المنزل ونسبة 13.5% كانت تتألف من شخص يعيش بمفرده يبلغ من العمر 65 عاماً أو أكثر. وبلغ متوسط حجم الأسرة المعيشية 2.54، أما متوسط حجم العائلات فبلغ 3.03.
بلغ العمر الوسطي للسكان 35.5 عاماً. وكانت نسبة 26.4% من القاطنين تحت سن الثامنة عشر، وكانت نسبة 9.9% بين الثامنة عشر والرابعة والعشرين عاماً، ونسبة 27.7% كانت واقعةً في الفئة العمرية ما بين الخامسة والعشرين والرابعة والأربعين عاماً، ونسبة 21.6% كانت ما بين الخامسة والأربعين والرابعة والستين، ونسبة 14% كانت ضمن فئة الخامسة والستين عاماً فما فوق. يوجد لكل 100 أنثى 91.0 ذكر، ويوجد لكل 100 أنثى في الثامنة عشر من عمرها فما فوق 88.2 ذكر.
بلغ متوسط دخل الأسرة في البلدة 25,625 دولارًا، أما متوسط دخل العائلة فبلغ 29,167 دولارًا. وكان متوسط دخل الذكور 22,404 دولارًا مقابل 18,125 دولارًا للإناث. وسجل دخل الفرد الخاص بالبلدة 10,517 دولارًا. وكانت نسبة 18.7% من العائلات ونسبة 24% من السكان تحت خط الفقر، وكان من هؤلاء نسبة 33.3% تحت سن الثامنة عشر ونسبة 23.7% في الخامسة والستين من العمر وما فوق.

### تعداد عام 2010
بلغ عدد سكان أورانيا 1,313 نسمة بحسب تعداد عام 2010، وبلغ عدد الأسر 272 أسرة وعدد العائلات 206 عائلة مقيمة في البلدة. في حين سجلت الكثافة السكانية 366.8 نسمة لكل كيلومتر مربع (950.0/ميل2). وبلغ عدد الوحدات السكنية 316 وحدة بمتوسط كثافة قدره 88.3 لكل كيلومتر مربع (228.7/ميل2).
وتوزع التركيب العرقي للبلدة بنسبة 68.32% من البيض و30.54% من الأمريكيين الأفارقة و0.23% من الأمريكيين الأصليين و0.08% من الأمريكيين ذوي الأصول الآسيوية و0.30% من الأعراق الأخرى و0.53% من عرقين مختلطين أو أكثر و1.45% من الهسبانيون أو اللاتينيون من أي عرق.
بلغ عدد الأسر 272 أسرة كانت نسبة 33.8% منها لديها أطفال تحت سن الثامنة عشر تعيش معهم، وبلغت نسبة الأزواج القاطنين مع بعضهم البعض 62.1% من أصل المجموع الكلي للأسر، ونسبة 9.2% من الأسر كان لديها معيلات من الإناث دون وجود شريك، بينما كانت نسبة 4.4% من الأسر لديها معيلون من الذكور دون وجود شريكة وكانت نسبة 24.3% من غير العائلات. تألفت نسبة 22.1% من أصل جميع الأسر من عدة أفراد يعيشون في نفس المنزل ونسبة 11.8% كانت تتألف من شخص يعيش بمفرده يبلغ من العمر 65 عاماً أو أكثر. وبلغ متوسط حجم الأسرة المعيشية 2.59، أما متوسط حجم العائلات فبلغ 2.99.
بلغ العمر الوسطي للسكان 35.2 عاماً. وكانت نسبة 13% من القاطنين تحت سن الثامنة عشر، وكانت نسبة 12.4% بين الثامنة عشر والرابعة والعشرين عاماً، ونسبة 41.5% كانت واقعةً في الفئة العمرية ما بين الخامسة والعشرين والرابعة والأربعين عاماً، ونسبة 24% كانت ما بين الخامسة والأربعين والرابعة والستين، ونسبة 9.1% كانت ضمن فئة الخامسة والستين عاماً فما فوق. وتوزع التركيب الجنسي للسكان بنسبة 73.2% ذكور و26.8% إناث.